# Danny Vukovic
Danny Vukovic, född 27 mars 1985 i Sydney, är en australisk före detta fotbollsmålvakt. Han är målvaktstränare i Central Coast Mariners.
Vukovic spelade fyra landskamper för det australiska landslaget. Han deltog bland annat i fotbolls-VM 2018 och 2022.
Efter säsongen 2023/2024 avslutade Vukovic sin fotbollskarriär och blev istället målvaktstränare i Central Coast Mariners.

## Honours
Central Coast Mariners
- A-League Men Premiership: 2007/2008, 2023/2024
- A-League Men Championship: 2022/2023, 2023/2024
- AFC Cup: 2023/2024
- A-League Pre-Season Challenge Cup: 2005

 Melbourne Victory
- Australiska cupen: 2015

 Sydney FC
- A-League Men Premiership: 2016/2017
- A-League Men Championship: 2016/2017

 Genk
- Jupiler Pro League: 2018/2019
- Belgiska supercupen: 2019

 Australien U20
- Oceaniska U20-mästerskapet: 2005

Individuellt
- Årets spelare i Central Coast Mariners (Mariners Medal): 2007, 2010
- Säsongens lag i A-League (PFA): 2009/2010, 2013/2014, 2014/2015, 2016/2017, 2023/2024
- Årets målvakt i A-League: 2016/2017
- Årets spelare i Genk: 2017/2018